# مكابح متجددة

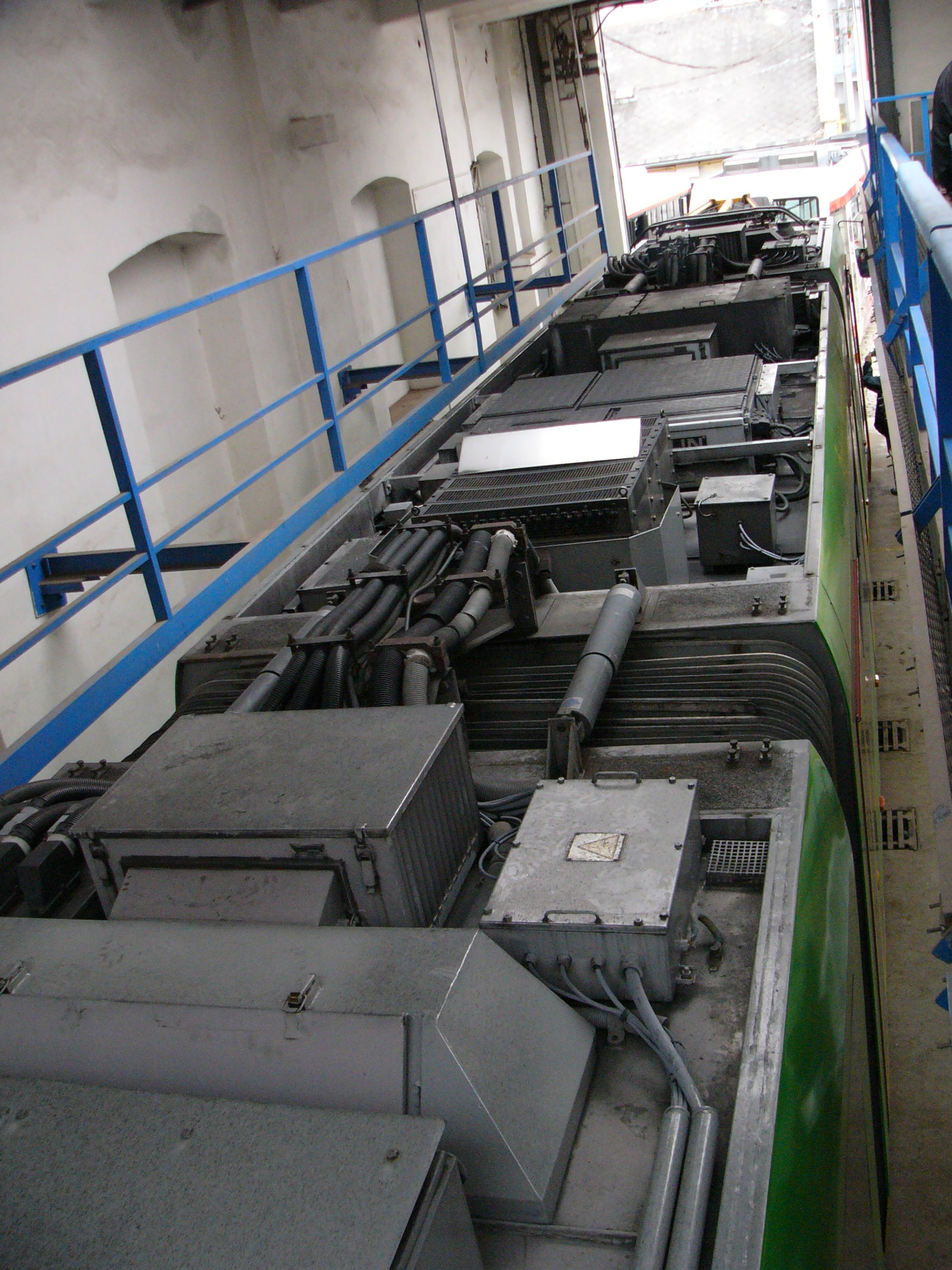
آلية المكابح المولدة على سقف ترام سكودا أسترا.

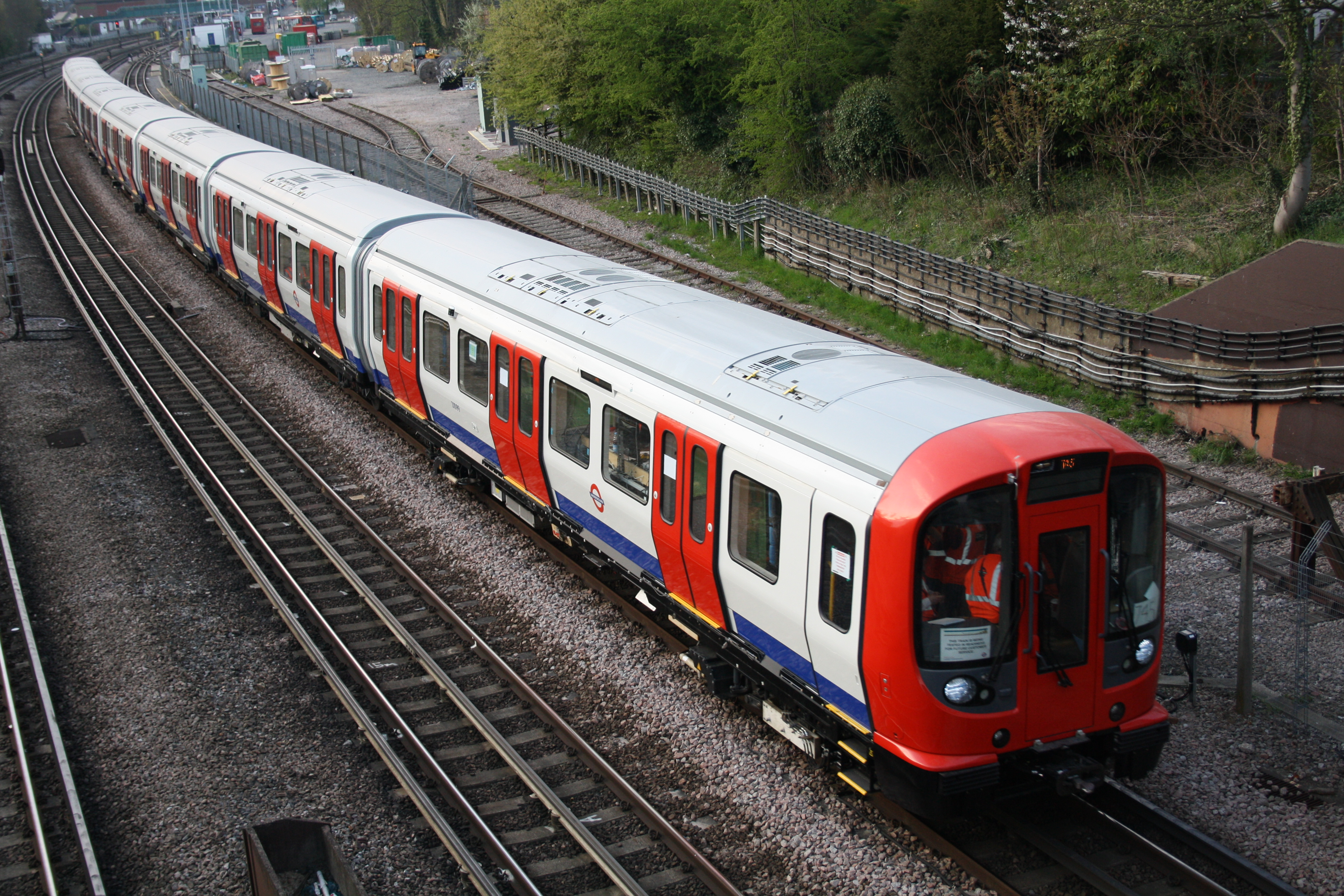
يمكن لقطار S7/8 في مترو لندن إعادة حوالي 20% من استخدامه للطاقة إلى الشبكة.

المكابح المتجددة أو مكابح مولدة للطاقة أو الكبح المولد هو آلية أو نظام استعادة الطاقة من خلال إبطاء المركبة المتحركة عن طريق تحويل طاقتها الحركية أو طاقتها الكامنة إلى شكل يمكن استخدامه على الفور أو تخزينه حتى الحاجة إليه.
عادةً، تعمل المكابح المولدة عن طريق تشغيل محرك كهربائي في الاتجاه المعاكس لاستعادة الطاقة التي قد تضيع على شكل حرارة أثناء الكبح، مما يؤدي فعليًا إلى تحويل محرك الجر إلى مولد. تغذية الطاقة بالعكس بهذه الطريقة يسمح للطاقة المولدة من التباطؤ (الكبح) بإعادة تخزين الطاقة مثل البطارية أو المكثف. بمجرد تخزينها، يمكن استخدام هذه الطاقة لاحقًا للمساعدة في الدفع للأمام. بسبب بنية المركبة الكهربائية المطلوبة لمثل هذا النظام من المكابح، فإن المكابح المتجددة للسيارات توجد عادةً في المركبات الهجينة والكهربائية.
تتناقض هذه الطريقة مع أنظمة الفرامل التقليدية، حيث يتم تحويل الطاقة الحركية الزائدة إلى حرارة غير مرغوب فيها ومهدرة بسبب الاحتكاك في الفرامل. على نحو مماثل، مع المكابح المقاومة، يتم استعادة الطاقة باستخدام المحركات الكهربائية كمولدات ولكنها تتبدد على الفور على شكل حرارة في المقاومات.
بالإضافة إلى تحسين الكفاءة الكلية للمركبة، فالمكابح المتجددة يمكن أن تُطيل عمر نظام الفرامل بشكل كبير. ويرجع ذلك إلى أن الأجزاء الميكانيكية التقليدية مثل الأقراص - المخصصة للاستخدام عندما لا يكون الكبح المتجدد وحده كافياً لإيقاف السيارة بأمان - لن تتآكل بنفس السرعة التي قد تتآكل بها في سيارة تعتمد فقط على المكابح التقليدية.

## المبدأ العام
الشكل الأكثر شيوعًا للمكابح المتجددة هو محركًا كهربائيًا يعمل كمولد كهربائي. في السكك الحديدية الكهربائية، يتم إرجاع الكهرباء المولدة إلى الشبكة. في المركبات الكهربائية التي تعمل بالبطارية والمركبات الكهربائية الهجينة، يتم تخزين الطاقة كيميائيًا في بطارية، أو كهربائيًا في مجموعة من المكثفات، أو ميكانيكيًا في حذافة تخزين طاقة. وتستخدم المركبات الهجينة الهيدروليكية محركات هيدروليكية لتخزين الطاقة على شكل هواء مضغوط. في السيارة التي تعمل بخلية وقود الهيدروجين، يتم تخزين الطاقة الكهربائية التي يولدها المحرك كيميائيًا في بطارية، على غرار المركبات الكهربائية الهجينة. 
لا يعد الكبح المتجدد في حد ذاته كافياً كوسيلة وحيدة لإيقاف السيارة بأمان، أو إبطائها حسب الحاجة، لذلك يجب استخدامه مع نظام الكبح القائم على الاحتكاك.
يجب استخدام كل من الكبح المتجدد والكبح الاحتكاكي بالتوازع، مما يخلق الحاجة إلى التحكم بهما لإنتاج الكبح الكلي المطلوب. كانت سيارة GM EV-1 أول سيارة تجارية تقوم بهذا. في عامي 1997 و1998، حصل المهندسان أبراهام فاراج ولورين ماجرسيك على براءتي اختراع لهذه التقنية.